# Авеланш-де-Каминью
Авеланш-де-Каминью (порт. Avelãs de Caminho) — район (фрегезия) в Португалии, входит в округ Авейру. Является составной частью муниципалитета Анадия. Находится в составе крупной городской агломерации Большое Авейру. По старому административному делению входил в провинцию Бейра-Литорал. Входит в экономико-статистический субрегион Байшу-Воуга, который входит в Центральный регион. Население составляет 1236 человек. Занимает площадь 6,27 км².
Покровителем района считается Антоний Падуанский (порт. Santo António).

## Города-побратимы
- Сен-Мем-ле-Карьер (Франция)